# Pulse Demon
Pulse Demon — студийный альбом японского нойз-артиста Merzbow, выпущенный 28 мая 1996 года на лейбле Relapse Records. В 2018 году был переиздан на виниле лейблом Bludhoney Records, а также в 2019 лейблом Relapse Records с бонус-треком.

## Об альбоме
Голографическое, блестящее серебристое оформление является данью уважения альбомам Prospective 21e Siècle, выпущенным Philips Records в 1970-х годах, в частности альбомам Иво Малеца. Больше всего, однако, арт похож на работы Бриджет Райли, в частности «Fall» и «Current». «По сути, это блестящее серебро — цвет хэви-метала. Я имею в виду это так, как сказал Уильям Берроуз. Моя основная идея — я думаю, к этой идее в прошлом обращались Heldon и King Crimson» — сказал Акита Масами в интервью порталу Corridor of Cells.
Название было вдохновлено афро-рок-группой 1970-х Demon Fuzz и использованием Акитой фуззовой примочки в качестве генератора импульсов. Названия некоторых песен были вдохновлены альбомом Джона Эпплтона Appleton Syntonic Menagerie.

## Отзывы критиков
Альбом получил смешанные отзывы от музыкальных критиков. Pitchfork поставил переизданию альбома в 2003 году оценку 8,7 из 10, самую высокую из восьми рецензий на альбомы Merzbow. Назвав его «несравненной классикой», рецензент описал альбом как «просто чистый звук, злобная статичность без примесей», заявив далее, что «музыка не может быть более экстремальной, чем эта. Может быть, „4′33″“ Джона Кейджа, но это так далеко до предела, что, наверное, это обман. Это край музыки, звука в целом». Также было высоко оценено оформление альбома, которое назвали «более ценным, чем жизнь некоторых людей». Однако в пренебрежительной двухстрочной рецензии Джейсона Энкени на AllMusic говорится: «Второй релиз Merzbow предлагает ещё больше оглушительного белого шума, который является его визитной карточкой, отмастеренного для максимальной громкости. Не для слабонервных, но идеально подходит для слабослышащих». Получив всего 2.5 из 5 звёзд, Pulse Demon стал одним из четырёх самых низких оценок из 31 рецензии на Merzbow, опубликованных на AllMusic. The A.V. Club в своей рецензии описал альбом как «по-настоящему экстремальные, откровенно мучительные звуки, которые странно привлекательны в своей измельчающей интенсивности».

## Список композиций
Вся музыка написана Masami Akita.
| №                   | Название                   | Длительность |
| ------------------- | -------------------------- | ------------ |
| 1.                  | «Woodpecker No. 1»         | 6:42         |
| 2.                  | «Woodpecker No. 2»         | 3:37         |
| 3.                  | «Spiral Blast»             | 4:30         |
| 4.                  | «My Station Rock»          | 4:54         |
| 5.                  | «Ultra Marine Blues»       | 11:29        |
| 6.                  | «Tokyo Times Ten»          | 11:09        |
| 7.                  | «Worms Plastic Earthbound» | 24:53        |
| 8.                  | «Yellow Hyper Balls»       | 6:03         |
| Общая длительность: | Общая длительность:        | 1:13:20      |

Переиздание 2019 года
| №  | Название                 | Длительность |
| -- | ------------------------ | ------------ |
| 8. | «Extract 1» (бонус-трек) | 5:01         |